# Craibia
Craibia é um género botânico pertencente à família Fabaceae.